# Nikolaus Poppe
Nikolaus Poppe (auch: Nicholas Poppe; russisch Николай Николаевич Поппе, Nikolai Nikolajewitsch Poppe; * 27. Juli 1897 in Yantai, China; † 8. August 1991 in Seattle, Washington) war ein vielseitiger Linguist, der auf das Mongolische und die hypothetische altaische Sprachfamilie spezialisiert war. Bis 1943 arbeitete Poppe in der Sowjetunion, danach in Deutschland und den USA.

## Biografie
Poppes Vater stand als Konsulatsbeamter im diplomatischen Dienst Russlands und war zum Zeitpunkt von dessen Geburt in China stationiert.
1923 begann Poppe, an der Universität Leningrad zu lehren und betrieb Feldforschung in der Mongolei. 1931 wurde er Leiter der Abteilung für Mongolistik am Institut für Asienwissenschaften der Sowjetischen Akademie der Wissenschaften. 1932 wurde er mit 34 Jahren zum korrespondierenden Mitglied der Akademie gewählt. Nikolai Poppe war ein weltbekannter Fachmann für die Innere Mongolei und Professor für Orientalistik in Leningrad. 1946 wurde er aus der Akademie ausgeschlossen. Er hatte aufgrund seiner deutsch-estnischen Abstammung Glück, Stalins Großen Terror in den 30er Jahren zu überstehen. Er konnte nach dem deutschen Überfall Leningrad im Sommer 1941 noch rechtzeitig verlassen und unterrichtete bis Juni 1942 Sprachen in Elista. Von hier setzte er sich mit seiner Familie zu einem ihm bekannten Institut nach Karatschajewsk im Kaukasus ab, da er zuvor dort die Sprache der Karatschaier studiert hatte.

## Arbeit für den Sicherheitsdienst der SS
Im Kaukasus lief Poppe zu den Nazis über, half den Deutschen, ein Quisling-Regime in der Region Karatschai zu installieren, das sofort sämtliche jüdische Vermögen beschlagnahmte und bald darauf die jüdische Bevölkerung ermordete.
Im September 1942 begann Poppe im nahen Kislowodsk im Kaukasus für den russischen Bürgermeister und die deutsche Ortskommandantur Übersetzungen und Studien anzufertigen. Poppe setzte sich dann für die Rettung des Stammes der Taten ein, die zu den Bergjuden gehörten. Deren Rettung wird jedoch auch von Theodor Oberländer reklamiert, der für die Abwehr II im Kaukasus mit seinem Sonderverband Bergmann stationiert war. Es ist gut möglich, dass sich die beiden Professoren Oberländer und Poppe darüber verständigt haben. Poppe selbst kam jedenfalls auch in Kontakt mit Führungspersonal der Einsatzgruppe D und deren Einsatzkommandos. Der Leiter der SS-Einsatzgruppe D, Walther Bierkamp, nahm tatsächlich im Dezember 1942 die Bergjuden von der Vernichtung aus.
Poppe wurde Ende 1942 mit der Familie und anderen Wissenschaftler nach Lemberg evakuiert. Hier kam er in Kontakt mit Oberführer im SD Horst Hoffmeyer, der ihn im Mai 1943 an das Wannsee-Institut des Reichssicherheitshauptamtes (RSHA) verwies, wo er im Juni 1943 zu arbeiten begann. Poppe schrieb für den SD-Auslandsgeheimdienst Arbeiten über die sowjetische Nationalitätenpolitik, das Hochschulsystem der UdSSR und die Bevölkerung Sibiriens.
Nach der Evakuierung des Wannsee-Instituts nach Österreich blieb Poppe in Berlin und begann auf Vermittlung von Prof. Gerhard von Mende als Lehrbeauftragter für Sprachen am Deutschen Auslandswissenschaftlichen Institut der Universität in Berlin zu unterrichten. Nachdem Poppes Haus im November 1943 in Berlin ausgebombt wurde, zog er mit seiner Familie nach Plankenwarth in der Steiermark zum Wannsee-Institut. Hier war er nicht ausgelastet und erhielt mit Hilfe von Prof. Walter Donat im Januar 1944 eine Stelle beim Ostasien-Institut in Berlin, das gleichfalls für den Auslandsnachrichtendienst der SS im RSHA tätig war. Er schrieb für das Ostasien-Institut ein Buch über die Mongolei und erstellte Arbeiten über den Pantürkismus und die Psychologie der Mongolen. Im Juli 1944 wurde das Ostasien-Institut nach Marienbad verlegt. Hier erlebte Poppe das Kriegsende und begab sich in die Britische Besatzungszone nach Bünde in Westfalen.

## Arbeit für den britischen und amerikanischen Geheimdienst
Nach der Niederlage Deutschlands wurde er von den sowjetischen Behörden wegen Kriegsverbrechen gesucht. Im Zeitraum 1946 bis 1948 war Poppe für den britischen Geheimdienst unter einem Decknamen als Lehrer an der Schule für Geheimdienstoffiziere tätig. 1948 trat Poppe mit den Amerikanern in Verbindung und wurde von Carmel Offie, einem Mitarbeiter des Office of Policy Coordination der CIA im Rahmen der Geheimoperation „Father Christmas“ aus der britischen Zone nach Camp King bei Oberursel und dann 1949 in die USA gebracht. Dort erhielt er Papiere auf den Namen Karl Bergström, um ihn vor den Sowjets zu schützen. Dort lebte er zunächst unter falschem Namen, erstellte Studien für die CIA und das Außenministerium und lehrte dann von 1949 bis zu seiner Emeritierung im Jahr 1968 an der University of Washington in Seattle.
Im selben Jahr erhielt er eine Ehrendoktorwürde von der Universität Bonn. Seit 1978 war er korrespondierendes Mitglied der British Academy.

## Werke
- А.И. Востриков, Н.Н. Поппе (A. I. Wostrikow, N.N. Poppe): Летопись баргузинских бурят: Тексты и исследования (Die Annalen der Bargusiner Burjaten: Texte und Studien); Moskau Leningrad 1935
- Nicholas Poppe: Reminiscences. Hrsg. Henry Schwartz. Western Washington University Center for East Asian Studies, Bellingham, WA, 1983.